# ワトキン・ウィリアムズ＝ウィン (第3代準男爵)
第3代準男爵サー・ワトキン・ウィリアムズ＝ウィン（英語: Sir Watkin Williams-Wynn, 3rd Baronet、1692年頃 - 1749年9月26日）はウェールズの地主、トーリー党とジャコバイトに属する政治家。首相ロバート・ウォルポールの政敵であり、1742年のウォルポール失脚にも関与した。1745年ジャコバイト蜂起の直前に亡命ステュアート家と交渉したが、彼自身は蜂起に参加しなかった。1749年、狩猟の事故で死去。

## 生涯
第2代準男爵ウィリアム・ウィリアムズとジェーン・セルウォール（Jane Thelwall）の長男として生まれた。祖父は父と同名の初代準男爵ウィリアム・ウィリアムズで、ジェームズ2世の治世にイングランド及びウェールズ法務次官を務め、1688年に七人の主教を起訴した者だった。

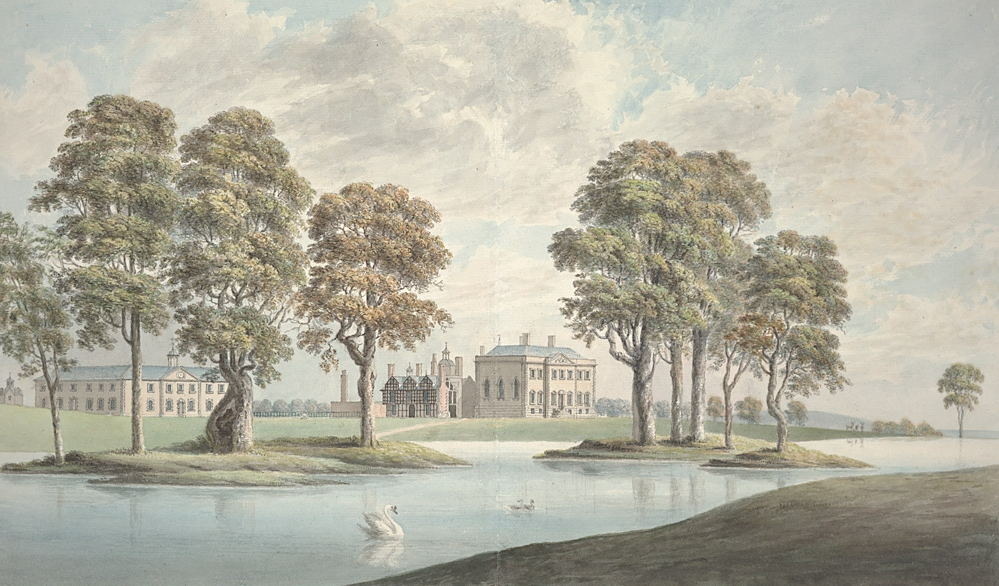
ウィンステイ、1793年頃。

ウィリアムズ＝ウィンは1人目の妻アン・ヴォーン（Ann Vaughan、1695年頃 - 1748年）を通してモンゴメリーシャーとデンビーシャーで大領地を獲得、やがて北ウェールズで飛び抜けた大地主になった。1719年、名前にWynnを付け加えることを条件にウィンステイの領地を継承、続いて1740年の父の死去により彼の準男爵位と領地を継承した。1748年3月にアンが死去すると、名付け子のフランシス・シェイカリー（Frances Shakerley、1721年 - 1803年）と再婚した。1749年に跡継ぎのワトキン・ウィリアムズ＝ウィンが生まれたが、その数か月後の1749年9月に狩猟の事故で死亡した。

## 政歴

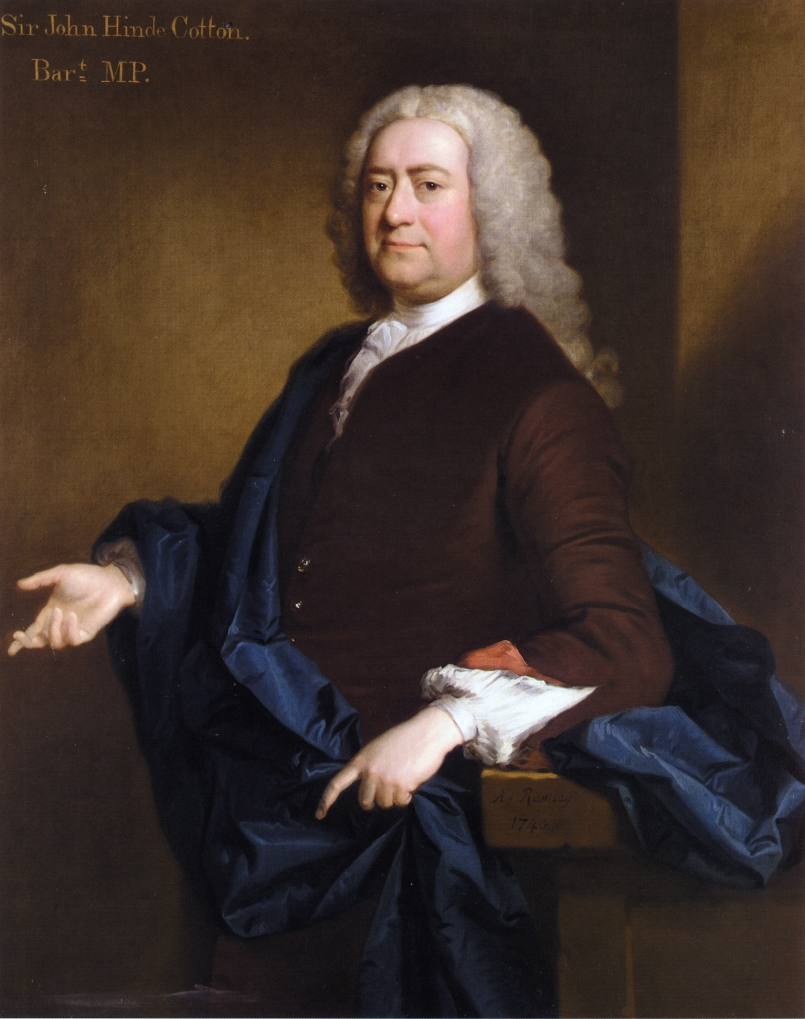
サー・ジョン・ハインド・コットン。同じくトーリー党員であり、1742年のウォルポール追い落としにも関与した。

ジーザス・カレッジを卒業した後、1716年にデンビーシャー選挙区で当選して庶民院議員になった。彼の演説が記録上にはじめて現れたのは1727年のことだったが、彼はトーリー党のジャコバイト派の活動的な一員だった。ウェールズのジャコバイト組織であるCycle of the White Roseの指導者として、1722年イギリス総選挙の間には「大胆にも国王の肖像画を燃やし」、アタベリー陰謀事件の後に国王ジョージ1世への支持声明が持ち上がったときにもそれに反対した。また、1728年にオスウェストリー市長を、1732年にチェスター市長を務めた。
財産と家族のコネにより、ウィリアムズ＝ウィンは圧倒的な政治力を持つようになり、1722年イギリス総選挙においてトーリー党は北ウェールズの11議席のうち9議席を獲得した。とはいうものの、激しく争われた1722年の選挙はロバート・ウォルポールとホイッグ党の支配を確認するにとどまり、トーリー党は政府から排除されたままだった。その結果、より急進的なトーリー党員はジャコバイト支持を示し続けた。1733年のチェスター市長選挙ではウィリアムズ＝ウィンが炭鉱夫を駆り出してホイッグ党の支持者を脅かしたが、「ジャコバイト」と公然と表明することは少なく、トーリー党がウェールズにおける国教会忌避に反対したことに起因する。
イングランドとウェールズのジャコバイト支持の複雑さは1736年にウィリアムズ＝ウィンらトーリー党のジャコバイト派が審査法廃止に反対票を投じたことで示された。審査法を廃止することで、イングランド国教会に属さない者、とりわけ国教会忌避者や亡命ステュアート家などのカトリックへの法的制限が取り払われるはずだった。反対票が投じられた理由は主に反カトリックだったが、ウェールズではメソジストの復興への反対も理由の1つだった。この敵意は1639年から1651年までの三王国戦争の起因となった宗教対立の記憶によるものだった。
トーリー党の指導者サー・ウィリアム・ウィンダムが1740年に死去すると、ウィリアムズ＝ウィンは「イングランドで最も熱狂的なジャコバイト」とされるサー・ジョン・ハインド・コットンとともに反ウォルポール運動を率いた。ウィリアムズ＝ウィンと違い、コットンは雄弁家であり、議会で反ウォルポール運動をおこした。
1741年イギリス総選挙において、ウォルポールはデンビーシャー選挙協力のウィリアムズ＝ウィンの議席を標的にし、結果はウィリアムズ＝ウィンの1,352票対対立候補の933票だったが、1,352票のうち594票が無効とされたため、対立候補が勝利した。ウィリアムズ＝ウィンは代わりにモンゴメリーシャー選挙区の議席で登院、1742年にウォルポールが辞任した後は上告してデンビーシャーの議席を取り戻した。しかし、ウォルポールの失脚で得したのは主にいわゆる愛国ホイッグ党とゴア男爵（1742年に王璽尚書に就任）率いるトーリー党の一派だった。これによりウィリアムズ＝ウィンや第4代ボーフォート公爵などのジャコバイトがステュアート家の代表との交渉を再開した。
1744年初、コットンはヘンリー・ペラムのブロード・ボトム内閣に入閣、ウィリアムズ＝ウィンははじめて政府を支持するよう投票した。イギリスとフランスは当時オーストリア継承戦争で戦っていたが、彼は1744年10月に秘密裏にヴェルサイユ宮殿に向かい、フランス王ルイ15世からジャコバイト蜂起への支援の確約を得た。

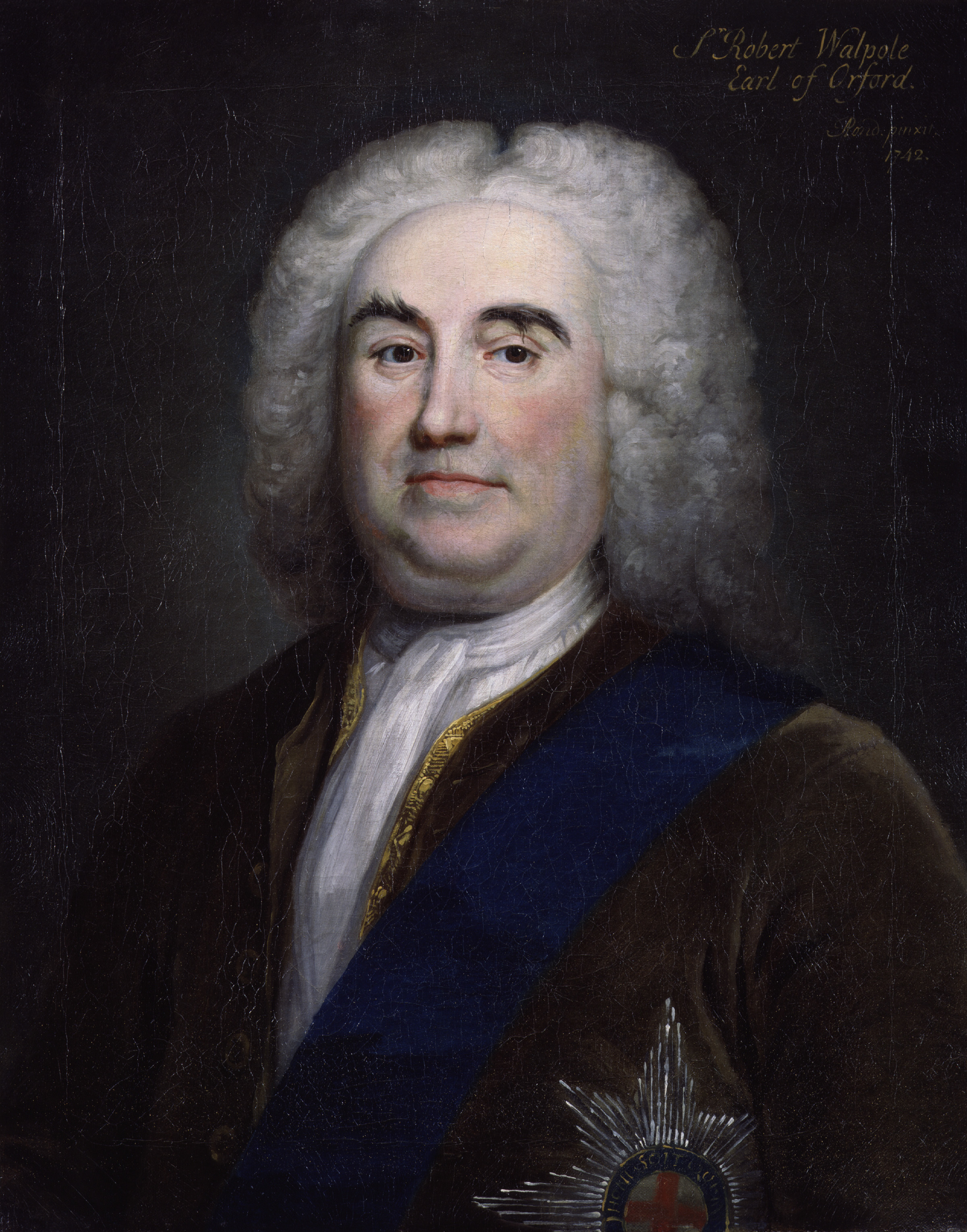
1721年から1742年までの首相でホイッグ党出身のロバート・ウォルポール。

多くのジャコバイトと同じく、ウィリアムズ＝ウィンの支持はフランス軍による大規模なイングランド上陸を条件とするものだった。1745年ジャコバイト蜂起でチャールズ・エドワード・ステュアートがイングランドに侵攻したとき、ウィリアムズ＝ウィンは議会に登院するためにロンドンに留まり、フランス軍が到着したときの支持を確約するのみに留まった。蜂起が終結した後、チャールズ王子の元秘書であるジョン・マレー・オブ・ブロットンの証言によりラヴァト卿が処刑され、ウィリアムズ＝ウィンやコットンなど一部トーリー党員の関与もブロットンの証言でほのめかされたが、政府はさらなる訴追を諦めた。

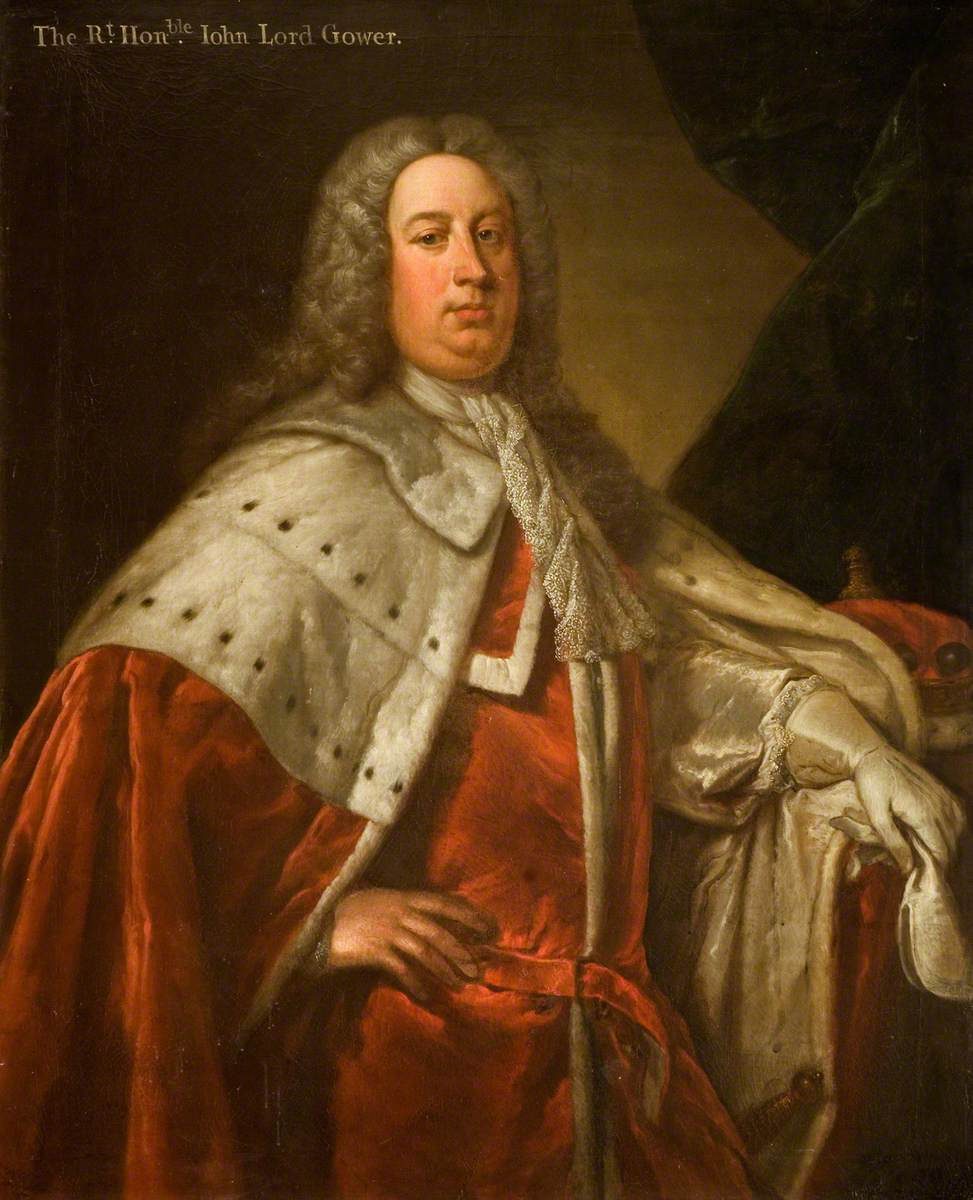
ゴア男爵。1742年、ハノーヴァー朝ではじめて入閣したトーリー党員になった。

トーリー党はゴア男爵の派閥とウィリアムズ＝ウィン率いるジャコバイト派とで分裂した。そして、ウィリアムズ＝ウィンらジャコバイト派は支持の喚起と差別化を図るために1747年にリッチフィールドのジャコバイトデモに参加した。いずれにしても、1747年イギリス総選挙の結果はジャコバイト派がほとんど影響力を失った残党にまで減退した。
1745年の蜂起に参加しなかったにもかかわらず、ウィリアムズ＝ウィンは1747年12月にチャールズ王子に手紙を書き、王子の支持者が欲しいのはただ「陛下の尊厳と利益、そして自由への支持を言葉ではなく行動で示す喜ばしい機会だけ」と述べた。1748年12月には再びチャールズ王子へ支持のメッセージを送った。ウィリアムズ＝ウィンの行動は特異なことではなく、コットンも1745年8月当時閣僚だったにもかかわらずルイ15世にイギリス侵攻を促した。
リッチフィールドでのデモはジャコバイト支持の大規模な展示としては最後のものになったが、ウィリアムズ＝ウィンの息子である第4代準男爵は1770年に個人意見を発表するための場としてWhite Rose Cycleを再設立した。

## 遺産

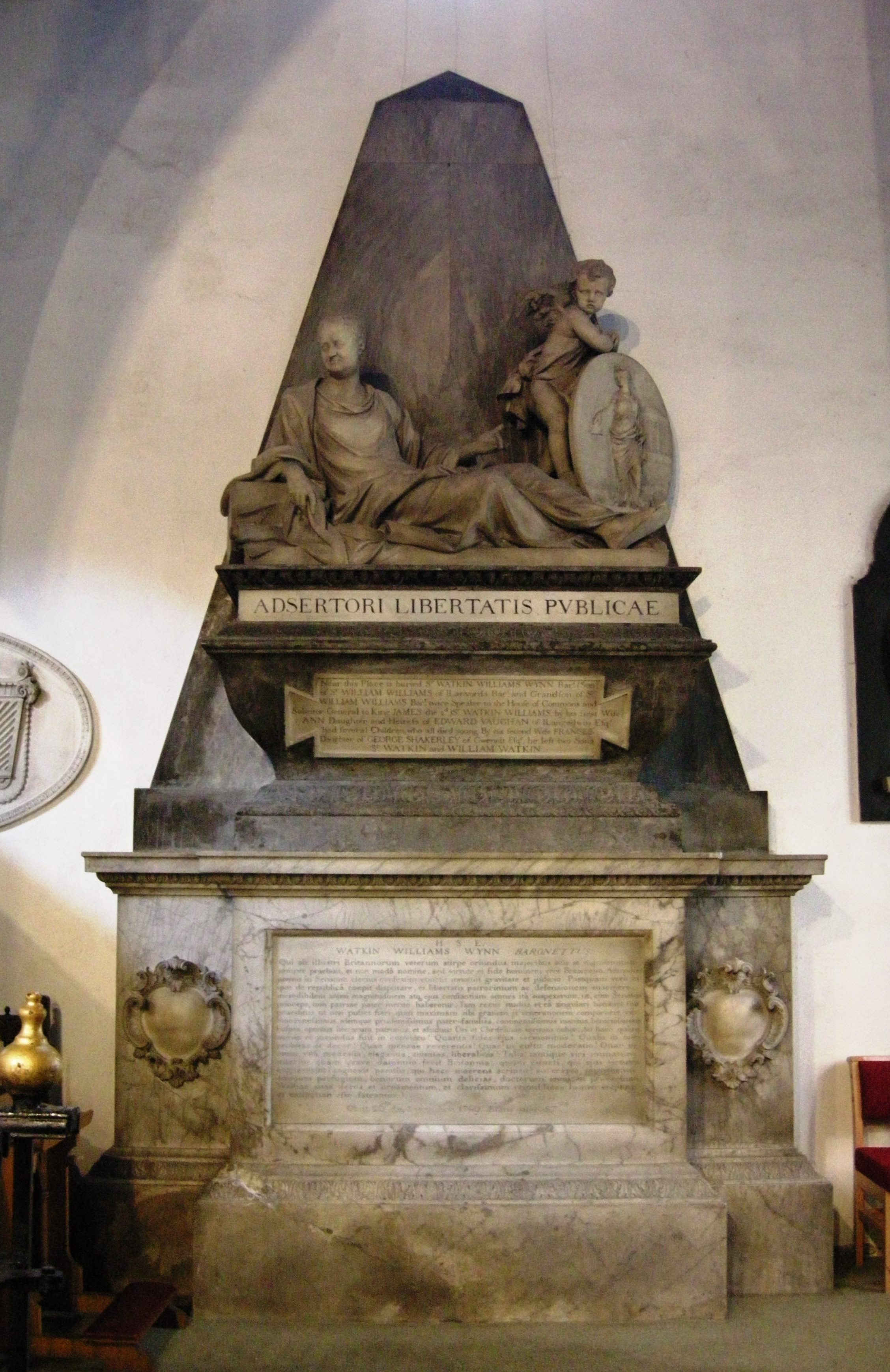
ヤン・ミヒール・レイスブラックによる、サー・ワトキン・ウィリアムズ＝ウィンの記念碑。

ウィリアムズ＝ウィンはリワボンのセント・メアリーズ教会に埋葬された。未亡人のデイム・フランシスは彫刻家ヤン・ミヒール・レイスブラックに記念碑を注文した。記念碑は1755年に完成したが、教会の内陣に置くには大きすぎたため、教会の南東に記念碑を置くためのチャペルが建てられた。
ウィリアムズ＝ウィンが死去した時点でその財産はウェールズの5カウンティとイングランドのシュロップシャーにまたがっており、年間2万ポンドの貸借料収入を得られていた。この収入は当時としては大金であったが、政治活動により12万ポンド以上の借金を残したとも噂された。
彼はウィンステイにある、1616年にウィリアム・エイトン（William Eyton）によって建てられた邸宅を建て替えた。その後、邸宅は1858年に火事で破壊されたが再建され、現在はアパートとして使われている。
リワボンでは「サー・ワトキン・ウィリアムズ＝ウィンの狩り小屋」（Sir Watkin Williams-Wynn's Hunt）と称する建物が現存しているが、1843年に再建されたものだった。
「ワトキン・ウィリアムズ＝ウィン」という名前は息子（第4代準男爵）と孫（第5代準男爵）などにも受け継がれ、ウェールズのフォークソングの名前にもなっている。
「怠惰で浪費家」とされたにもかかわらず、ウィリアムズ＝ウィンは重さ200オンス以上で容量10英ガロンの銀メッキされたパンチボウルをはじめ無数の品々をジーサス・カレッジに寄贈している。このパンチボウルはナポレオン・ボナパルトの敗北を祝う晩餐会で使われたことで有名であり、晩餐会にはロシア皇帝アレクサンドル1世、プロイセン王フリードリヒ・ヴィルヘルム3世、ゲプハルト・レベレヒト・フォン・ブリュッヘル元帥、クレメンス・フォン・メッテルニヒ、イギリス摂政王太子ジョージ、ヨーク・オールバニ公フレデリック、ウェリントン公爵が出席した。

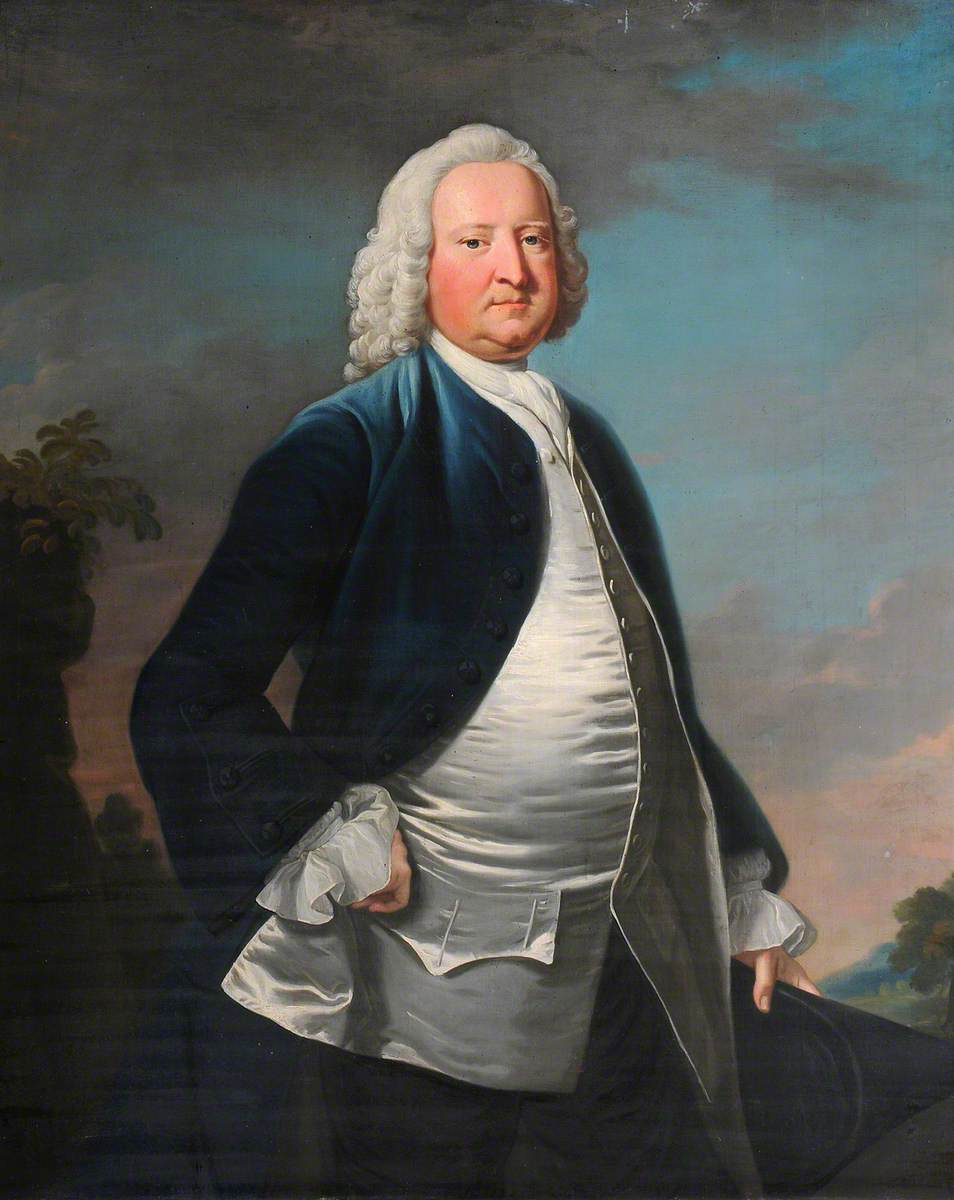
トマス・ハドソンによる肖像画。着ている青いウエストコートはトーリー党ジャコバイトの証である。

1997年、ウィリアムズ＝ウィンの出身校ジーサス・カレッジがトマス・ハドソンによるウィリアムズ＝ウィンの肖像画を購入した。肖像画は公開展示されておらず、同校のシニア・コモン・ルーム（Senior Common Room）にかけられてある。この肖像画において、ウィリアムズ＝ウィンはトーリー党ジャコバイトの証である青いウエストコートを着ている。